# Ágape
Ágape (do grego clássico: αγάπη; romaniz.: agápē) é uma das diversas palavras gregas para o amor.
Os filósofos gregos nos tempos de Platão e outros autores antigos usaram o termo para denotar o amor a membros da família, de um grupo com afinidades ou uma afeição para uma atividade particular em grupo, em contraste com Philia, uma afeição que poderia ser encontrada entre amigos que praticavam tarefas assim, em conjunto e de forma assexuada, diferente do amor romântico eros, uma afeição de natureza sexual e romântica.
A palavra foi usada de maneiras diferentes por uma variedade de fontes contemporâneas e antigas, incluindo uma apropriação incluída na Bíblia. Muitos pensavam que essa palavra representava o amor divino, incondicional, com autossacrifício ativo, pela vontade e pelo pensamento, embora esse amor ágape também possa ser praticado por humanos inspirados por esse sentimento, mas em grau bem inferior, obviamente, em função da imperfeição e limitações humanas.

## Usos na antiguidade
O ágape, como um termo para o amor, é usado raramente em manuscritos antigos, e não era comum no grego clássico
. No Império Romano, ágape era usado frequentemente como abertura de cartas de uma correspondência amigável, análogo ao uso moderno do termo "prezado".
Ágape e o verbo agapáo são usados extensivamente na Septuaginta com transliteração do termo em hebraico como "afeição" para designar a família e amigos com afinidades para fazer tarefas em que não haja envolvimento de sexo o atividades românticas. É incerto porque foi escolhido o termo ágape, mas a similaridade de sons consonantes (aḥaba) pode ter sido decisivo. Não é impossível que o conceito grego tenha se originado mesmo como a transliteração de alguma língua semita. Este uso fornece o contexto para a escolha desta palavra em preferência a outras mais comuns, como o "amor", em obras cristãs.

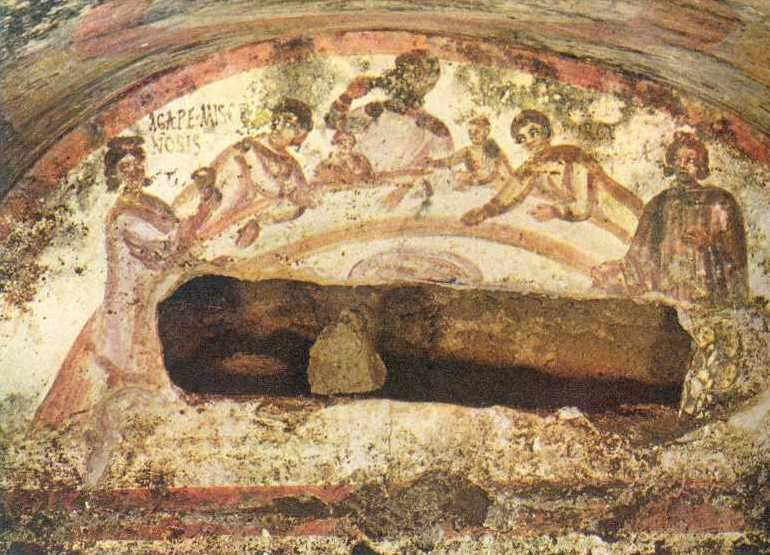
O ágape é um tema frequente na arte paleocristã, como neste exemplo das catacumbas de Roma.

O Novo Testamento fornece um número de definições e de exemplos de ágape que geralmente expandem os usados nos textos antigos, denotando o amor entre irmãos, o amor de um esposo com as crianças, e o amor de Deus para todos os povos. O uso cristão de ágape vem diretamente dos evangelhos. Quando perguntado qual era o maior mandamento, Jesus disse: «Amai (ágape) ao senhor vosso Deus com todo vosso coração e com toda vossa alma e com toda vossa mente. Este é o primeiro e maior de todos os mandamentos. E o segundo é: Amai (ágape) vosso próximo como a vós mesmos. Toda a lei e os Profetas residem nestes dois mandamentos» (Mateus 22:37–41).
No Sermão da Montanha Jesus diz: "Ouvistes dizer: 'amarás (agápe) teu irmão e odiarás teu inimigo', mas eu vos digo: amai (agápe) vossos inimigos, fazei o bem aos que vos odeiam, e orai por aqueles que vos perseguem e maltratam, pois deste modo sereis filhos de vosso Pai nos céus, aquele que faz com que o sol se levante sobre o mau e sobre o bom, e faz chover sobre o justo e sobre o injusto. Se amais apenas aqueles que vos amam, que recompensa tereis?"
Os escritores Cristãos descreveram geralmente o agápe, como exposto por Jesus, como uma expressão do amor que é incondicional e voluntário, isto é, não discrimina, não tem nenhuma pré-condição, e é algo que se decide fazer voluntariamente. O Apóstolo Paulo descreve o amor como segue: «O amor (agápe) é paciente, o amor é amável. Sem inveja, ele não tem ostentação, ele não é orgulhoso. Não é rude, ele não é interessado, ele não se irrita facilmente, ele não mantém nenhum registro dos erros. O amor não se deleita com o mal mas rejubila com a verdade. Protege sempre, confia sempre, sempre tem esperança, sempre persevera. O amor nunca falha.» (I Coríntios 13:4–8).
O ágape foi explanado por muitos escritores Cristãos em um contexto especificamente Cristão. Considerando todas as suas variações, seja como substantivo, adjetivo ou verbo, o termo ágape aparece mais de trezentas vezes no Novo Testamento. Thomas Jay Oord definiu o agápe como "uma resposta intencional para promover o bem-estar em resposta a quem gerou um mal-estar."

## Outros usos
- Utilizado também na canção "No meu coração" do CD Depois do Inverno da banda católica Rosa de Saron: "Um sentimento ágape envolto, Como águia enxergar mais perto sobre o que é o amor"
- Ágape é usado na canção de 1983 (R&B) Unconditional Love de Donna Summer caracterizada como Música Jovem
- Uma canção Japonesa chamada "Agape" criada para o anime UFO Princess Valkyrie de Okazaki Ritsuko
- Usado na canção Bima Bima, do Antique , foi um duo pop grego constituído por Helena Paparizou (Παπαρίζου Έλενα em grego) e Nikos Panagiotidis (Νίκος Παναγιωτίδης em grego) provenientes da Suécia , combinavam a música popular grega e letras com uma batida pop dance nórdicos.
- Aparece também na canção "Agape" da banda inglesa Bear's Den.
- A brasileira Banda Templos tem uma canção com o titulo Ágape.